# Медаль Уилсона
Медаль Уилсона (E. B. Wilson Medal) — высшая награда Американского общества клеточной биологии (по цитологии), присуждается с 1981 года. Названа в честь американского генетика и зоолога Эдмунда Бичера Уилсона (1856—1939).

## Лауреаты
- 1981: Daniel Mazia[англ.],  Джордж Паладе и Keith R. Porter[англ.]
- 1982: Шарль Филипп Леблон и Alex B. Novikoff[англ.]
- 1983: Джозеф Галл и Хью Хаксли
- 1984: Гарри Игл и Theodore Puck[англ.]
- 1985: Hewson Swift
- 1986:  Гюнтер Блобел и David M. Sabatini[англ.]
- 1987: Marilyn Farquhar[англ.]
- 1988: Betty Hay[англ.]
- 1989:  Кристиан Рене де Дюв
- 1990: Morris Karnovsky
- 1991: Seymour Jonathan Singer[англ.]
- 1992: Shinya Inoue[англ.]
- 1993: Hans Ris[англ.]
- 1994: Barbara Gibbons и Иэн Р. Гиббонс[англ.]
- 1995: Bruce Nicklas
- 1996: Donald D. Brown[англ.]
- 1997: John C. Gerhart
- 1998: Джеймс Дарнелл и Sheldon Penman
- 1999: Edwin Taylor
- 2000: Walter Neupert[нем.] и Готфрид Шац
- 2001:  Элизабет Блэкбёрн
- 2002:  Аврам Гершко и Александр Варшавский
- 2003: Marc Kirschner[англ.]
- 2004: Томас Поллард
- 2005: Джоан Стейц
- 2006: Joel Rosenbaum[англ.]
- 2007: Richard O. Hynes[англ.] и Зена Верб
- 2008:  Мартин Чалфи и  Роджер Тсиен
- 2009: Питер Уолтер
- 2010: Stuart Kornfeld[англ.],  Джеймс Ротман и  Рэнди Шекман
- 2011: Gary Borisy[англ.], J. Richard McIntosh[нем.] и James Spudich[англ.]
- 2012: Сюзан Линдквист
- 2013: John R. Pringle
- 2014: William R. Brinkley[англ.], John Heuser[англ.] и Peter Satir[англ.]
- 2015: Элейн Фукс
- 2016: Мина Бисселл
- 2017: Франц-Ульрих Хартль и Артур Хорвич
- 2018: Барбара Мейер
- 2019: Peter N. Devreotes[англ.]
- 2020: Липпинкотт-Шварц, Дженнифер
- 2021: Pietro De Camilli[англ.]
- 2022: Don W. Cleveland[англ.]
- 2023: объявление обычно 1 сентября